# Vaza Jato

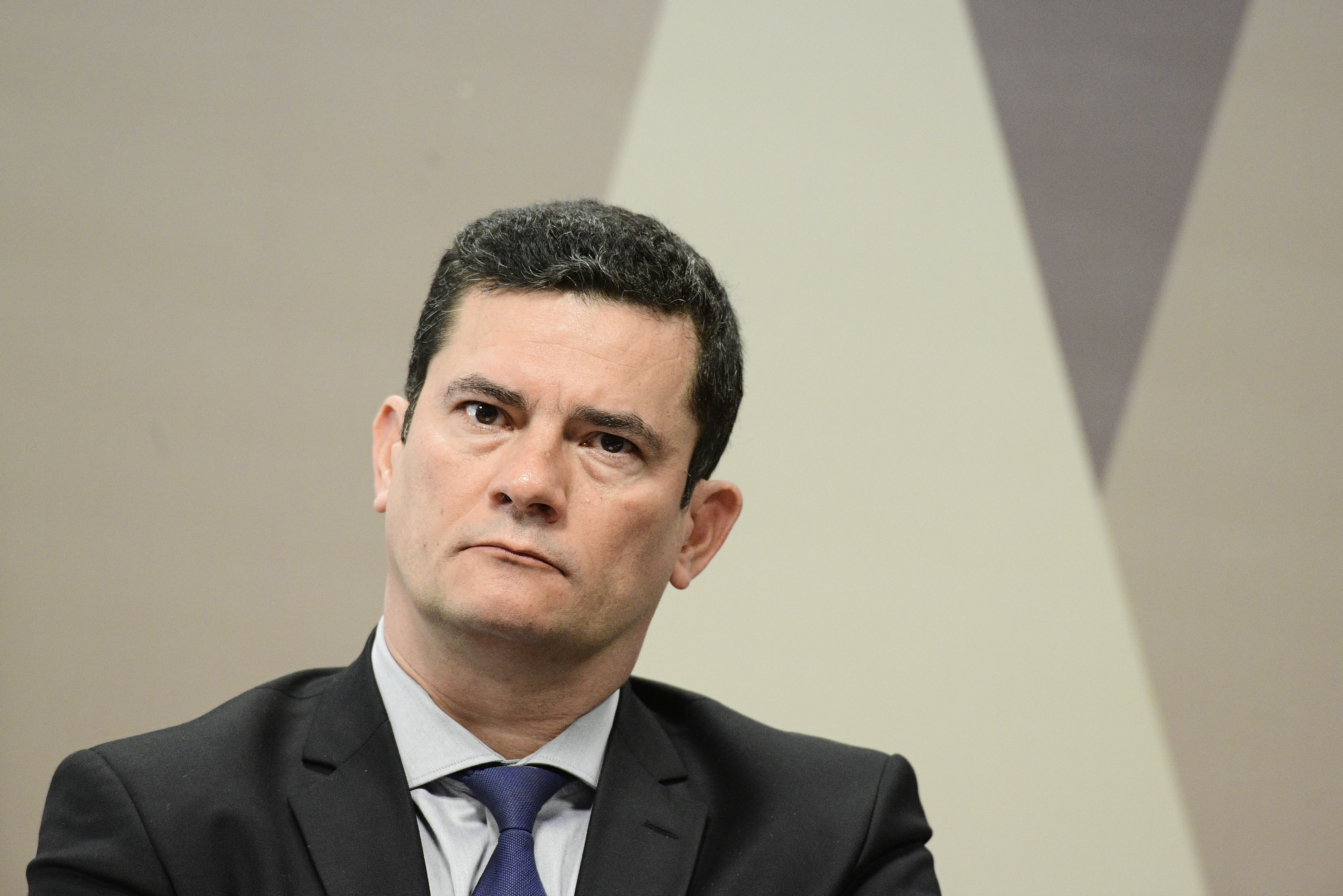
Sergio Moro durante audiência pública da Comissão de Constituição, Justiça e Cidadania (CCJ) do Senado para esclarecimentos a respeito das notícias sobre os vazamentos das conversas da Operação Lava Jato.

Vaza Jato foi o vazamento de conversas realizadas através do aplicativo Telegram entre o então juiz Sergio Moro, o então promotor Deltan Dallagnol e outros integrantes da Operação Lava Jato. A divulgação das conversas foi feita pelo periódico virtual The Intercept Brasil, a partir de 9 de junho de 2019.
As transcrições indicaram que Moro cedeu informação privilegiada à acusação, auxiliando o Ministério Público Federal (MPF) a construir casos, além de orientar a promotoria, sugerindo modificação nas fases da operação Lava Jato; também mostraram cobrança de agilidade em novas operações, conselhos estratégicos, fornecimento de pistas informais e sugestões de recursos ao MPF.
Os vazamentos tiveram ampla repercussão. Sérgio Moro, a força-tarefa da Lava Jato e o MPF questionaram a autenticidade, a legalidade e a origem dos dados. Em 24 de julho de 2019, a Polícia Federal prendeu o hacker responsável pela invasão do celular de Moro e de várias outras autoridades, como parte da Operação Spoofing. Em outubro, o Supremo Tribunal Federal (STF), através do ministro Gilmar Mendes, anunciou que irá acionar a Procuradoria-Geral da República (PGR) para tentar atestar a autenticidade dos dados vazados. Entretanto, tal validação pode não ser tecnicamente possível devido às facilidade de se editar conversas do Telegram após uma invasão.

## Conteúdo

### Condução da Lava Jato

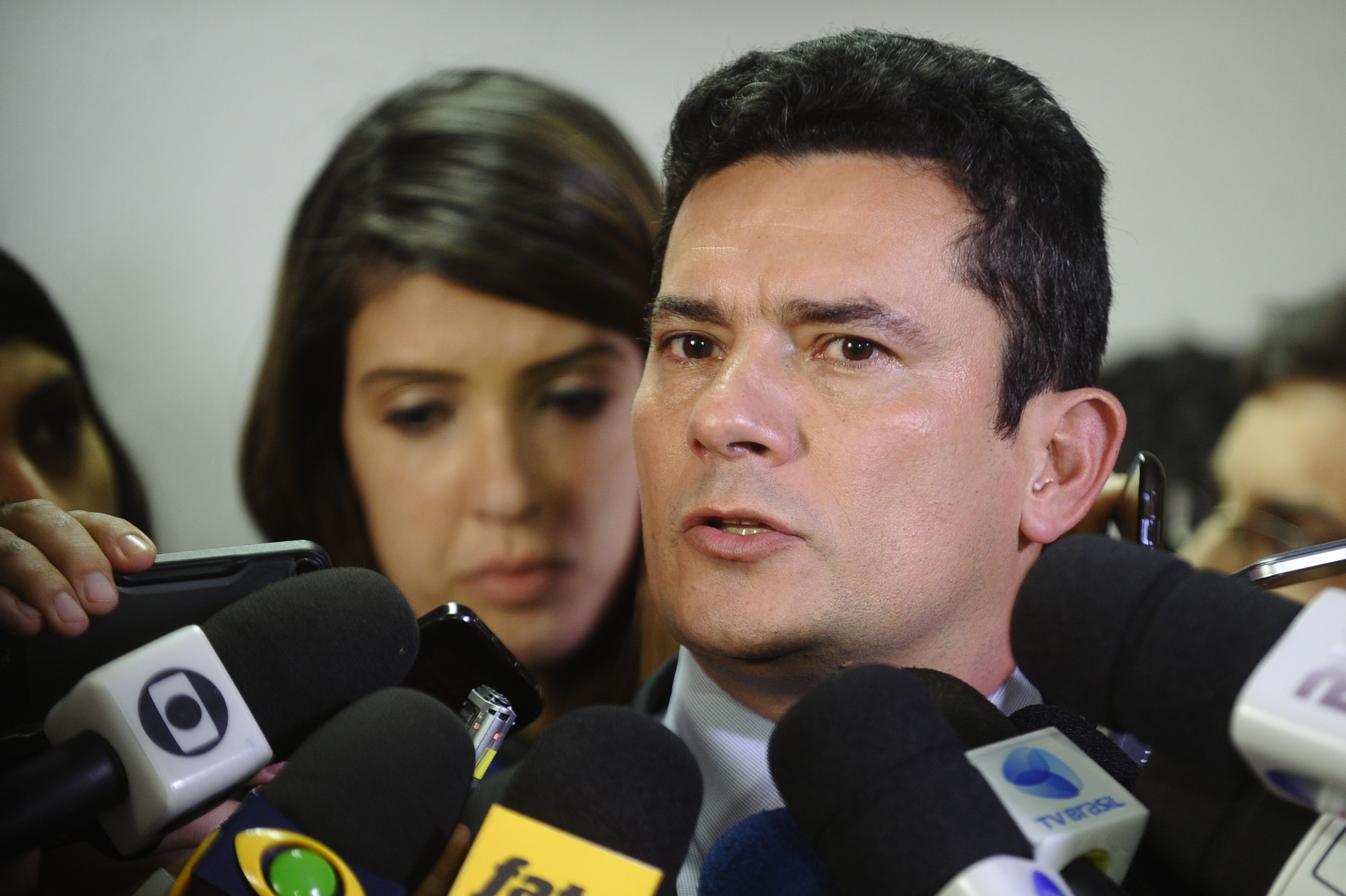
O então juiz federal Sergio Moro em setembro de 2015.

Manifestantes penduraram efígie de Moro como "traidor" em protesto em março de 2016 em São Paulo.

Em junho de 2019, o periódico virtual The Intercept Brasil publicou matéria com vazamento, de fonte anônima, de conversas no aplicativo Telegram, nas quais Moro orienta a promotoria, sugerindo modificação nas fases da operação Lava Jato; também mostraram cobrança de agilidade em novas operações, conselhos estratégicos, e antecipação de pelo menos uma decisão. Moro forneceu, ainda, pistas informais e sugestões de recursos ao MPF. Segundo juristas, tal prática viola o Código de Ética da Magistratura e a Constituição brasileira, por desrespeitar os princípios da imparcialidade, independência e equidistância entre defesa e acusação. Segundo a Constituição de 1988 (atual Constituição da República Federativa do Brasil), não pode haver vínculos entre o juiz e as partes em um processo judicial. Isso inclui dizer que o juiz e a parte acusadora não devem trocar informações nem atuar fora de audiências. As transcrições demonstraram ainda que a promotoria tinha receio da fragilidade das acusações feitas contra o ex-presidente Luiz Inácio Lula da Silva e que buscou combinar previamente elementos do caso.
Segundo a reportagem, membros do Ministério Público também  conversaram sobre formas de inviabilizar uma entrevista do ex-presidente Lula à colunista Mônica Bergamo, da Folha de S. Paulo, no âmbito da eleição presidencial de 2018, pelo receio de que a entrevista poderia "eleger o Haddad ou permitir a volta do PT ao poder", o que indicaria partidarização e politização da conduta da promotoria.
Em reportagem de 5 de julho de 2019, a revista Veja publicou uma reportagem que aponta que, fora dos autos, Moro pediu à acusação que incluísse provas nos processos que chegariam depois às suas mãos, mandou acelerar ou retardar operações e fez pressão para que determinadas delações não andassem.
No artigo da Veja, são apontadas diversas ocasiões em que Moro conduziu e orientou investigações do Ministério Público Federal. Entre as supostas irregularidades, estão uma reação positiva diante de apresentação de denúncia contra o ex-presidente Lula, a interferência contrária a delação de Eduardo Cunha e a sugestão de datas para a prisão do então presidente da Eletronuclear. Em carta ao leitor, a revista afirma que "continua ao lado da operação, mas que não pode fechar os olhos para os abusos cometidos por Moro na condução dos processos". Também afirma que o conteúdo dos diálogos é suficiente para a suspeição do então juiz e a anulação de processos. Conversas grupos da Lava Jato no Telegram divulgadas em 19 de outubro de 2019 também indicariam que Moro direcionava operações da Polícia Federal, inclusive para ordenar busca e apreensão na casa de suspeitos sem pedido do Ministério Público.

### Triplex do Guarujá
Mensagens trocadas entre o procurador Deltan Dallagnol e outros membros da operação Lava Jato indicariam que havia dúvidas sobre a solidez das provas apresentadas pela acusação do caso do "tríplex do Guarujá". O julgamento resultou na prisão do ex-presidente Luiz Inácio Lula da Silva. Em 9 de setembro de 2016, Dallagnol teria enviado uma mensagem a um grupo do aplicativo Telegram chamado "Incendiários ROJ": "Falarão que estamos acusando com base em notícia de jornal e indícios frágeis? Então é um item que é bom que esteja bem amarrado. Fora esse item, até agora tenho receio da ligação entre Petrobras e o enriquecimento, e depois que me falaram tô com receio da história do apto? São pontos em que temos que ter as respostas ajustadas e na ponta da língua". Após ler uma reportagem do jornal O Globo em 2010 que atribui a Lula a posse de um apartamento no mesmo edifício do tríplex, Dallagnol mostrou-se mais convicto em prosseguir com a acusação. Em seguida, pediu que algum dos procuradores falasse com a jornalista que apurou a matéria.

### Morte da esposa, do irmão e do neto de Lula

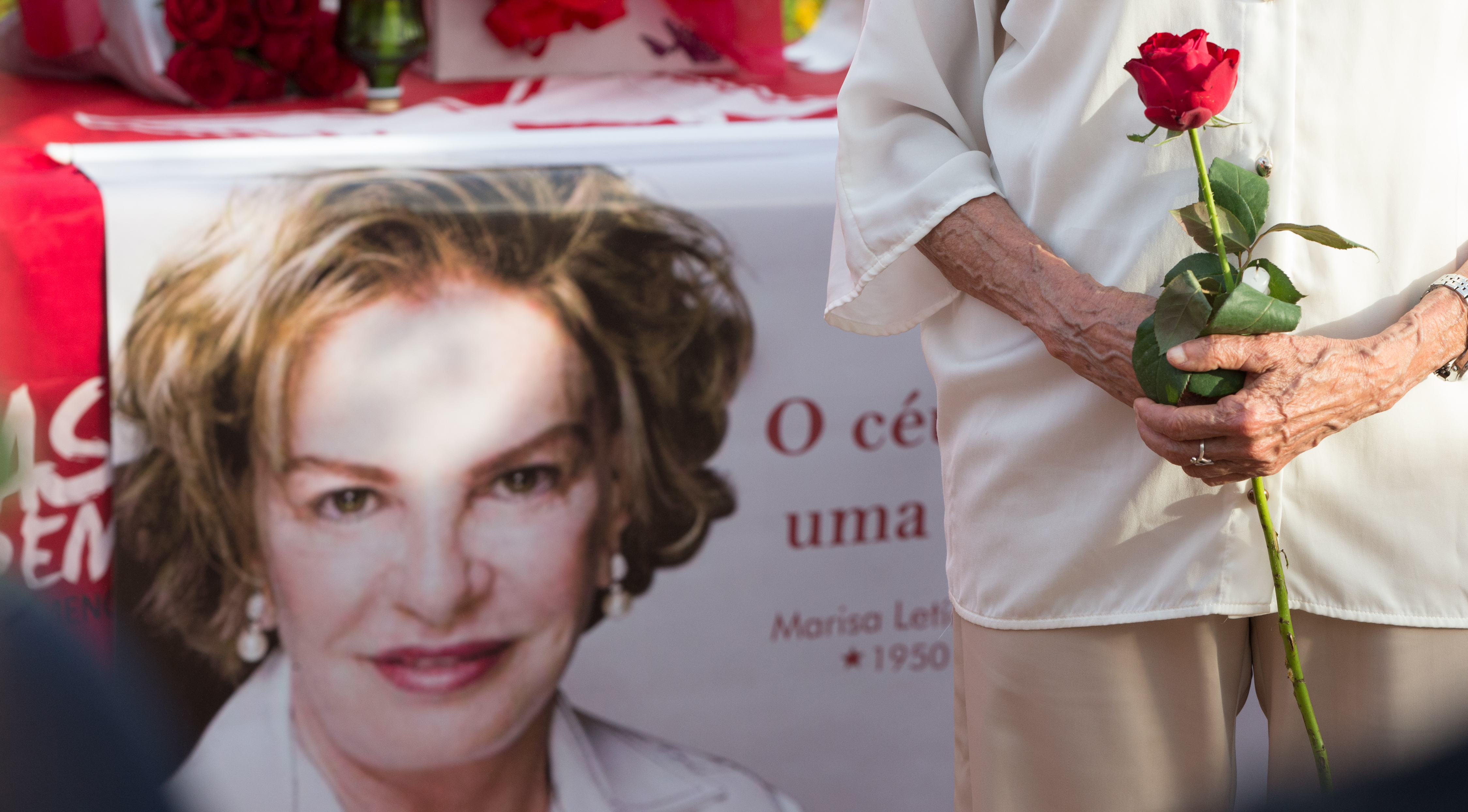
Ato em homenagem a ex-primeira-dama Marisa Letícia em Brasília em 2017.

No dia 27 de agosto de 2019, foram reveladas mensagens de chats privados no aplicativo Telegram, onde integrantes da força-tarefa ironizaram a morte da ex-primeira-dama Marisa Letícia e o luto do ex-presidente Luiz Inácio Lula da Silva. A ex-primeira dama faleceu em 24 de janeiro de 2017 em decorrência de um AVC hemorrágico. Em uma postagem no Twitter, a procuradora Jerusa B. Viecili, mencionada nas mensagens vazadas, pediu desculpas ao ex-presidente Lula.
Os diálogos também mostrariam que os procuradores divergiram sobre o pedido de Lula para ir ao enterro do irmão Genival Inácio da Silva, o Vavá, em janeiro passado (quando Lula já se encontrava preso) e que temiam manifestações políticas em favor do ex-presidente. Na ocasião, alguns membros da Lava Jato disseram acreditar que a militância petista poderia impedir a volta dele à superintendência da PF, em Curitiba. A despedida de Lula do neto Arthur Araújo Lula da Silva, que morreu aos 7 anos, em março, também foi assunto entre procuradores da Lava Jato e alvo de crítica em chat composto por integrantes do MPF.

### Quebra de sigilo telefônico de Lula e vazamentos para a imprensa

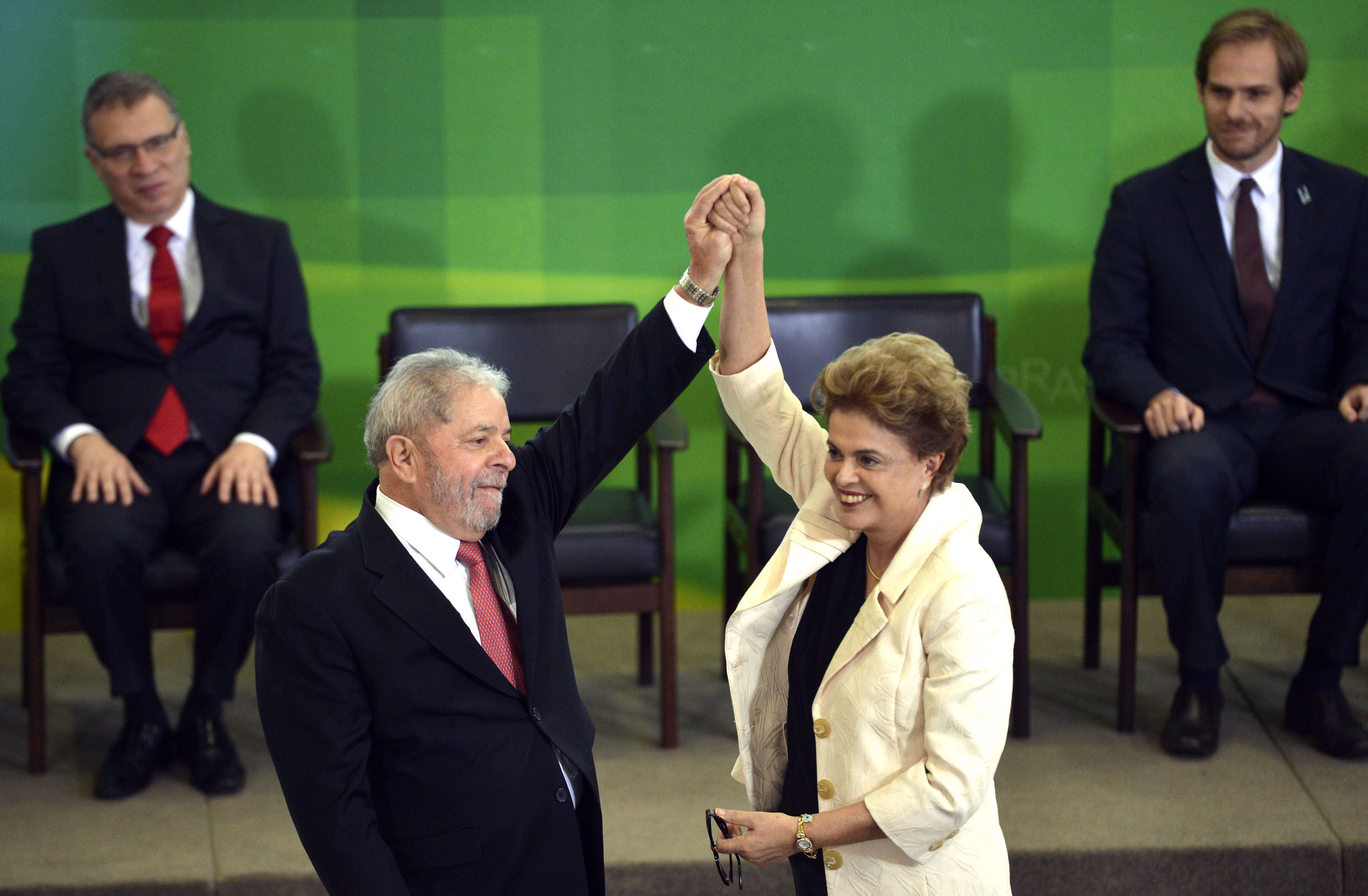
Dilma Rousseff empossa Lula como Ministro Chefe da Casa Civil, em 17 de março de 2016

No início de setembro de 2019, o jornal Folha de S. Paulo e o site The Intercept Brasil revelaram registros de conversas grampeadas entre o ex-presidente Luiz Inácio Lula da Silva e aliados, como Michel Temer, em 2016. O material, que esteve sob sigilo todos esses anos, mostra que Lula relutou em aceitar o convite de Dilma Rousseff para ser ministro da Casa Civil.
As 22 conversas de Lula foram grampeadas após o pedido de interrupção da escuta, no dia 16 de março de 2016 e foram gravadas porque "as operadoras de telefonia demoraram a cumprir a ordem de Moro e o sistema usado pela PF continuou captando as ligações." Em nota, o Ministério da Justiça afirmou que Moro não soube dessas gravações enquanto era juiz. No entanto, a divulgação do conteúdo das conversas enfraquecem a tese usada por Moro de que o ex-presidente assumiria o cargo para travar investigações sobre ele, dando-o foro especial por prerrogativa de função. Na época, o vazamento do diálogo fez com que o STF anulasse a posse de Lula.
Em agosto de 2019, conversas divulgadas pelo Intercept também apontaram que Deltan Dallagnol passava propositalmente informações de investigações à imprensa para pressionar investigados e alterar os rumos do processo. De acordo com as mensagens exibidas pelo Intercept, Dallagnol participou de grupos em que esse tipo de vazamento era debatido, planejado e realizado.

### Acusações de investigação seletiva

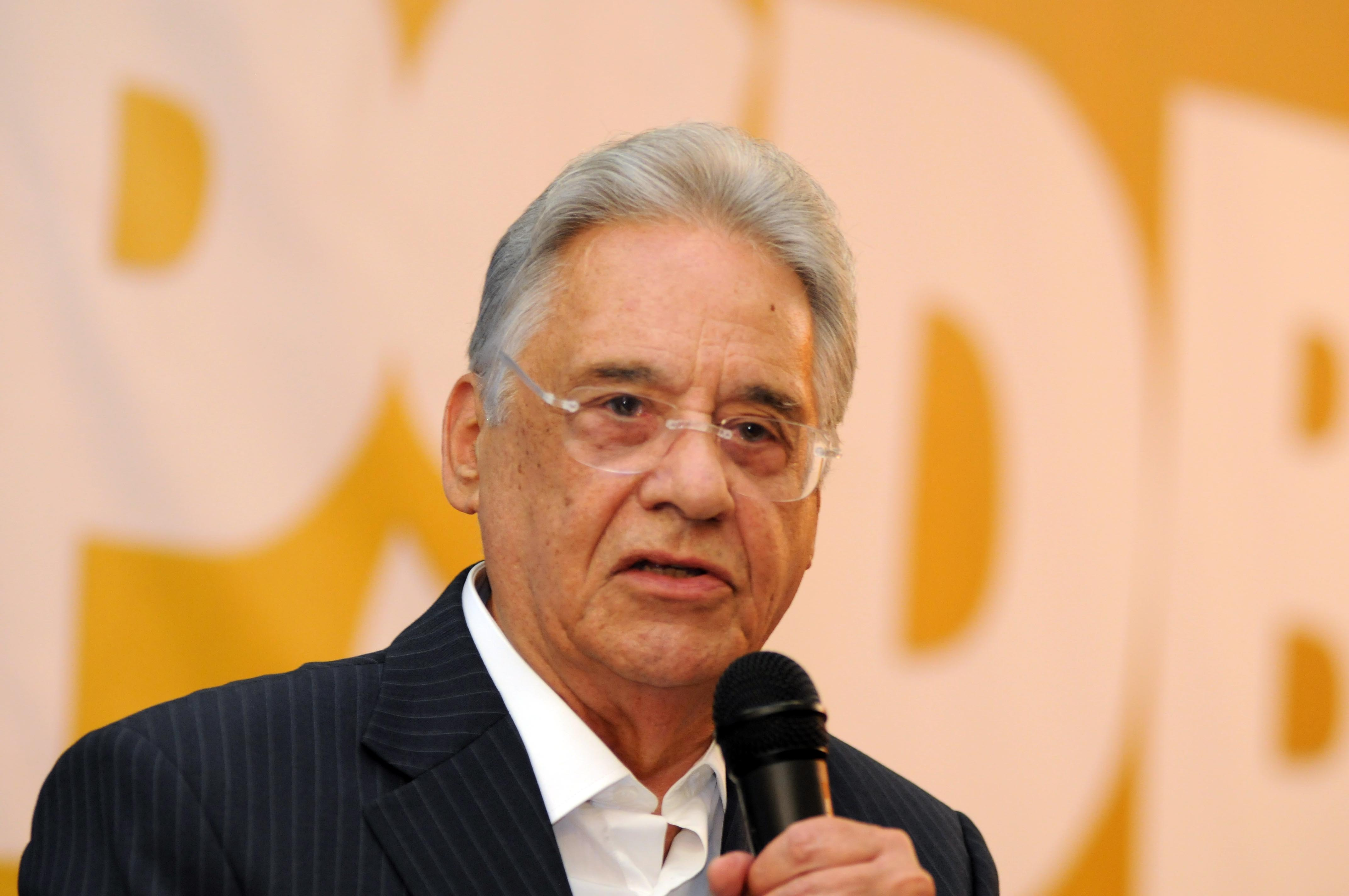
Ex-presidente Fernando Henrique Cardoso.

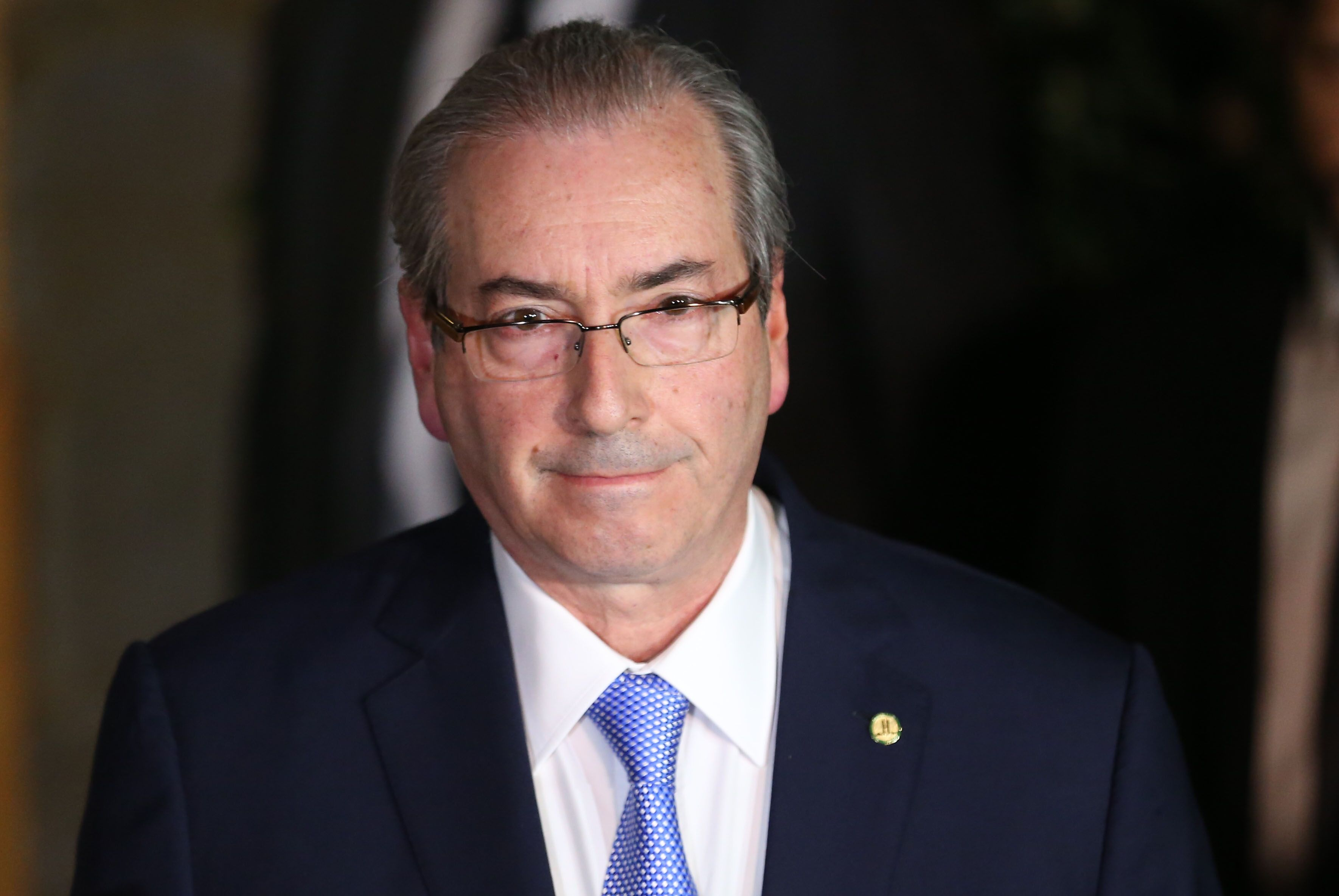
Ex-deputado federal Eduardo Cunha.

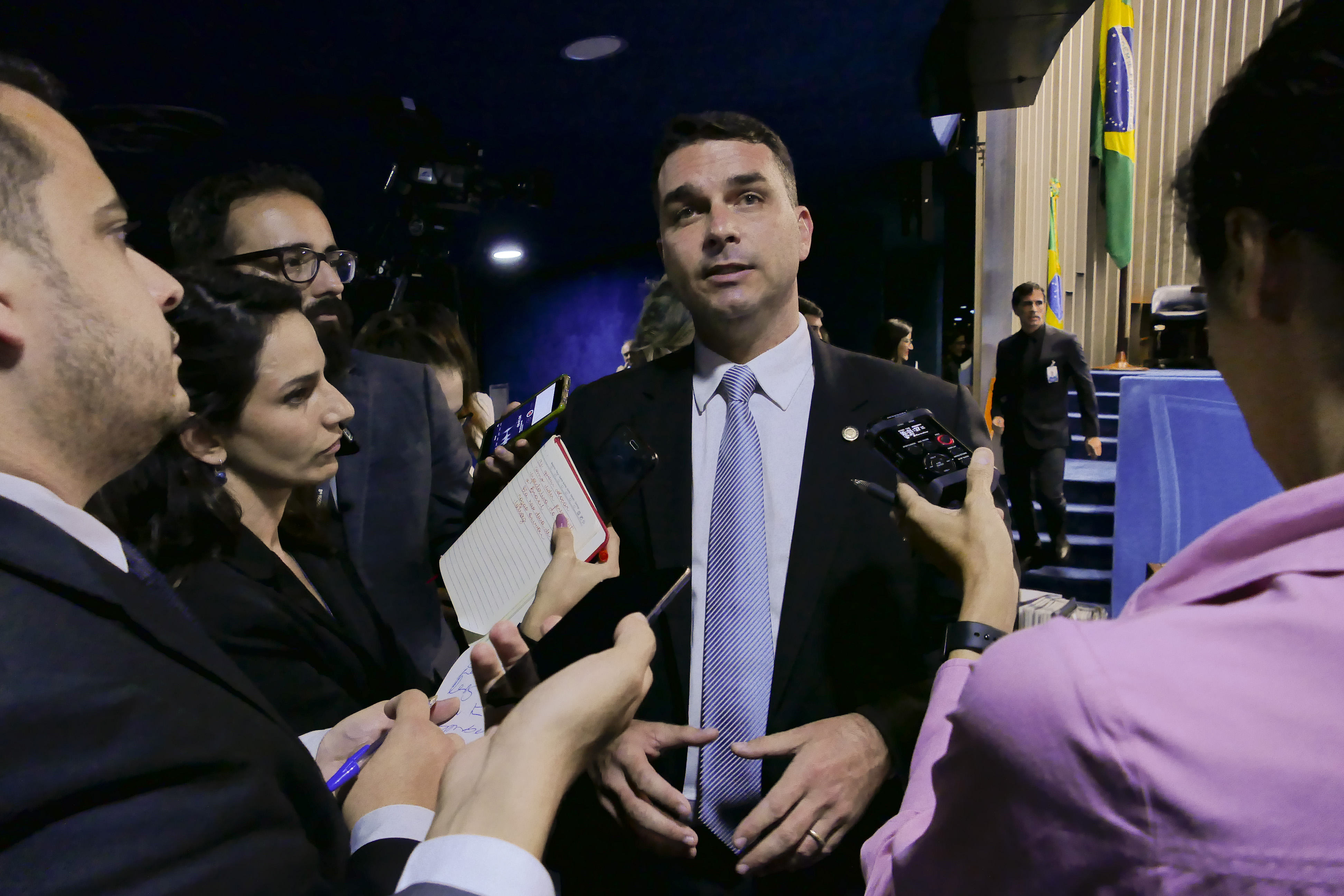
Senador Flávio Bolsonaro.

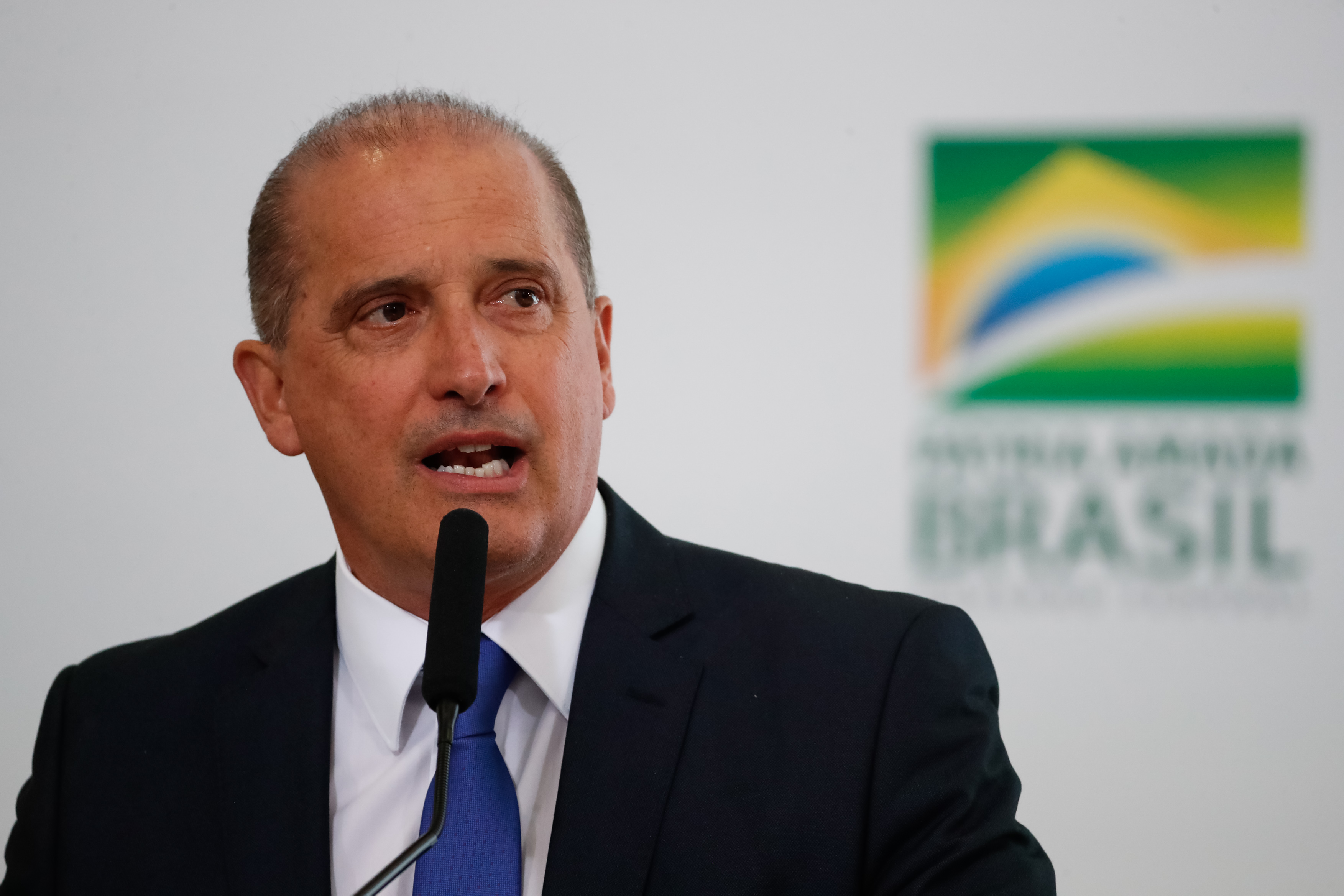
Deputado Onyx Lorenzoni, Ministro da Secretaria-Geral da Presidência da República pelo governo Bolsonaro.

Um diálogo revelado pelo The Intercept Brasil em junho de 2019 entre Moro e Dallagnol reforça a controversa interação entre julgador e a acusação. Na conversa, Moro adverte Dallagnol sobre a conveniência de investigar o ex-presidente Fernando Henrique Cardoso (1995-2002) no âmbito da Lava Jato. "Tem alguma coisa mesmo séria do FHC? O que vi na TV pareceu muito fraco", diz Moro, segundo o site, em 2017. O procurador concorda que os indícios são débeis, mas argumenta que investigar todos reforçaria a "imparcialidade" da força-tarefa. O então juiz retruca: "Ah, não sei. Acho questionável pois melindra alguém cujo apoio é importante."
De acordo com mensagens vazadas em julho de 2019, durante uma conversa privada em 2017, Moro teria recomendado que o Ministério Público Federal não fechasse acordo de delação premiada com o ex-deputado federal Eduardo Cunha. Procuradores também teriam optado por não dar prosseguimento a uma denúncia de manipulação de escolha do relator do processo de cassação de Cunha, mesmo considerando-a importante. Cunha acusou o ex-presidente do Conselho de Ética, José Carlos Araújo (PR-BA), de indicar um relator mais favorável ao próprio Cunha. Araújo teria enviado interlocutores com um "recado" a Cunha, onde apresentou os nomes que seriam sorteados e depois aquele que acabaria sendo escolhido para relatar o processo: Fausto Pinato (PP-SP). Ao analisar a suposta fraude, os procuradores se impressionaram. "Realmente esse é um fato que talvez não devesse ser sonegado da sociedade. Isso mostra/expõe como ainda somos um País subdesenvolvido, em que os políticos estão tão distantes da realidade", teria dito o procurador Orlando Martello. As mensagens teriam sido trocadas em um grupo chamado "Acordo Cunha", criado por um procurador da PGR em junho de 2017, quando o advogado de Cunha, Délio Lins e Silva Júnior, teria oferecido um acordo de delação. Todos os citados na suposta fraude negaram envolvimento.
Conversas divulgadas em julho mostraram que Dallagnol também concordou que o senador Flávio Bolsonaro mantinha um esquema de corrupção em seu gabinete operado pelo assessor Fabrício Queiroz. Nas conversas, Dallagnol chega a afirmar que o atual senador "certamente" seria implicado no esquema. Contudo, logo depois, demonstra preocupação de que Moro não investigasse Flávio por pressão do presidente recém-eleito e pelo objetivo do juiz em tentar uma vaga no Supremo Tribunal Federal (STF). Flávio Bolsonaro respondeu com críticas à operação Lava Jato apontando que "...pontualmente algumas pessoas ali [operação Lava] têm interesse político ou financeiro."
Em agosto, mensagens vazadas indicaram que os procuradores receberam várias denúncias de crimes graves cometidos pelo setor bancário brasileiro, desde o eventual silêncio sobre movimentações ilícitas até o uso de informações privilegiadas do Banco Central que renderiam lucros aos bancos. Em troca, generosas quantias seriam doadas para campanhas políticas de governos petistas, conforme afirmou o ex-ministro Antonio Palocci ao longo de 2017, quando negociava sua delação premiada em Curitiba. Os procuradores não aceitaram a palavra de Palocci, nem como base de uma colaboração premiada e nem como ponto de partida para investigação dos crimes de grandes instituições financeiras dos quais ele dizia ter participado ou presenciado. Antes das negociações com Palocci, porém, os procuradores já levantavam a tese de que os bancos lucraram com a corrupção, mas preferiram o silêncio ao escrutínio de movimentações suspeitas.
Trechos de conversas também divulgados em agosto, mostraram que Dallagnol sabia que Onyx Lorenzoni estava na lista de políticos beneficiados por doações via caixa dois da Odebrecht. Mesmo assim, nenhuma denúncia foi apresentada via Lava Jato contra o então deputado, na época principal defensor do texto das Dez medidas contra a corrupção.
Em setembro, diálogos publicados pelo Intercept apontaram que os procuradores pouparam a Odebrecht e seus principais executivos de medidas mais duras cogitadas durante as negociações do acordo de delação da empresa que colaborou com as investigações a partir de 2016. De acordo com as mensagens, os procuradores pensaram em obrigar os donos da empreiteira a vender suas ações para que se afastassem completamente dos negócios após a delação. Mas o grupo desistiu da ideia com o andar das negociações. A ideia era não inviabilizar o acordo com a Odebrecht.
Duas semanas antes de Michel Temer assumir a presidência interinamente devido ao afastamento de Dilma Rousseff pelo processo de impeachment, a força-tarefa teria recebido um "anexo-bomba" de uma delação premiada que poderia levar a uma investigação do então vice-presidente por suspeita de corrupção, segundo conversas entre procuradores no Telegram divulgadas em 18 de outubro de 2019. Na época, porém, os procuradores consideraram que as declarações não atendiam ao "interesse público" e não aceitaram a proposta de delação. Três anos depois, no entanto, essa mesma delação foi utilizada pela Lava Jato para uma ação penal contra Temer e para pedir a prisão preventiva dele, quando ele já estava na condição de ex-presidente.

### Relação com o STF

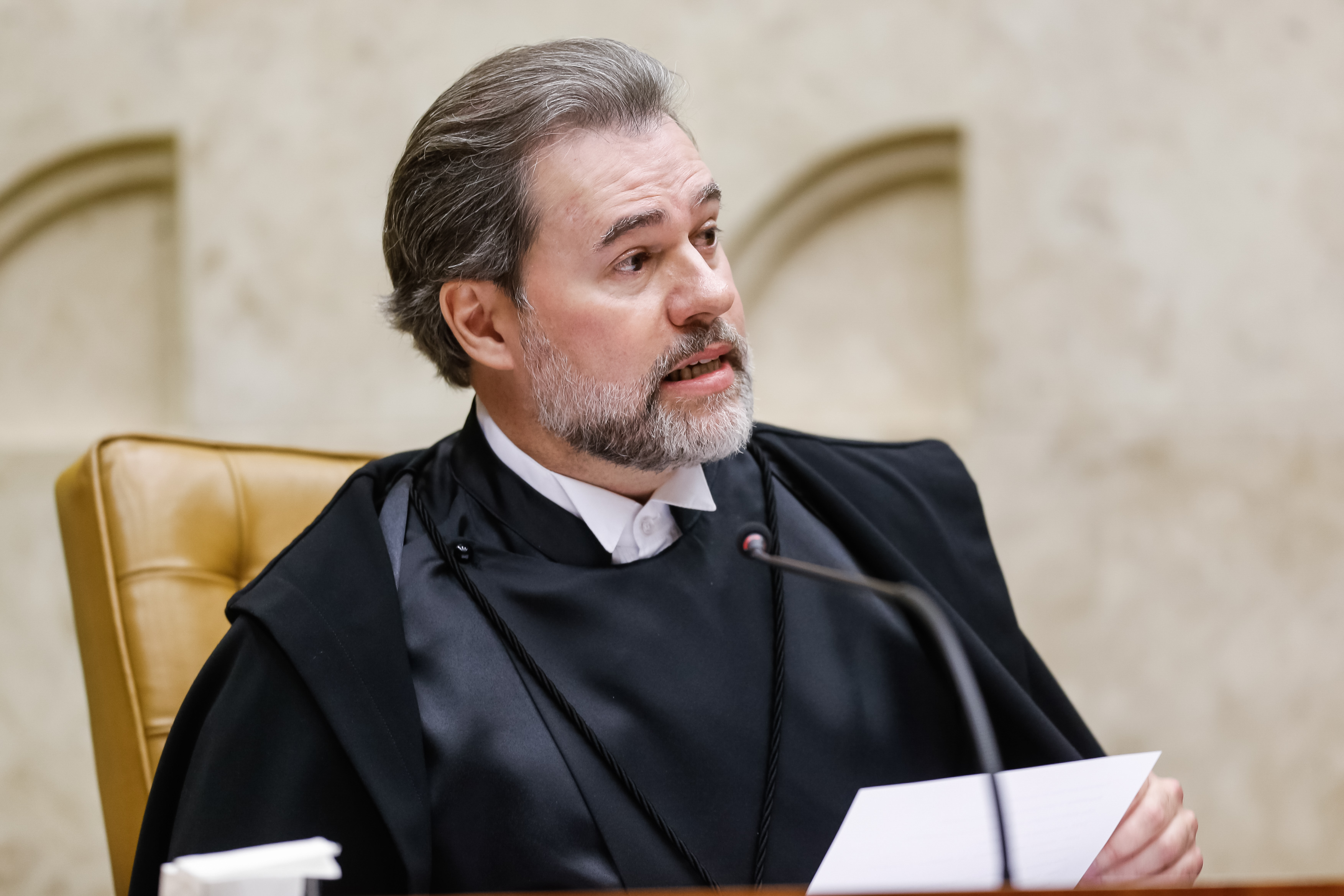
Ministro Dias Toffoli.

De acordo com as mensagens vazadas pelo Intercept, Dallagnol teria incentivado colegas em Brasília e Curitiba a investigar o ministro Dias Toffoli em 2016, momento em que o atual presidente do Supremo Tribunal Federal (STF) começava a ser visto como adversário da Operação Lava Jato. No início de setembro, conversas vazadas indicaram que o ministro Gilmar Mendes também teria sido alvo de tentativa de investigação pelo procuradores da Lava Jato no começo de 2019. Ministros do STF não podem ser investigados por procuradores da primeira instância, mesmo assim, dados dele e da esposa foram coletados.
No final de setembro, mensagens divulgadas pelo jornalista Reinaldo Azevedo e pelo Intercept sugerem que o ministro Luís Roberto Barroso orientava algumas ações de Dallagnol. "Barroso foi para guerra aberta. E conta conosco como tropa auxiliar", Dallagnol diz em uma das conversas.
O sorteio da substituição do ex-ministro Teori Zavascki na relatoria da Lava Jato no STF também foi uma das pautas abordadas por Dallagnol em conversas com Barroso. Zavascki morreu em um acidente aéreo no dia 19 de janeiro de 2017. Nesse mesmo dia, integrantes da força-tarefa iniciaram uma articulação para levar Barroso ao posto de relator.
Em Junho de 2020, como Lula acusa Sergio Moro de condená-lo com parcialidade no caso do triplex do Guarujá, Gilmar Mendes propôs que Lula aguarde em liberdade até conclusão de julgamento de parcialidade de Moro.

### Conivência da "grande mídia"

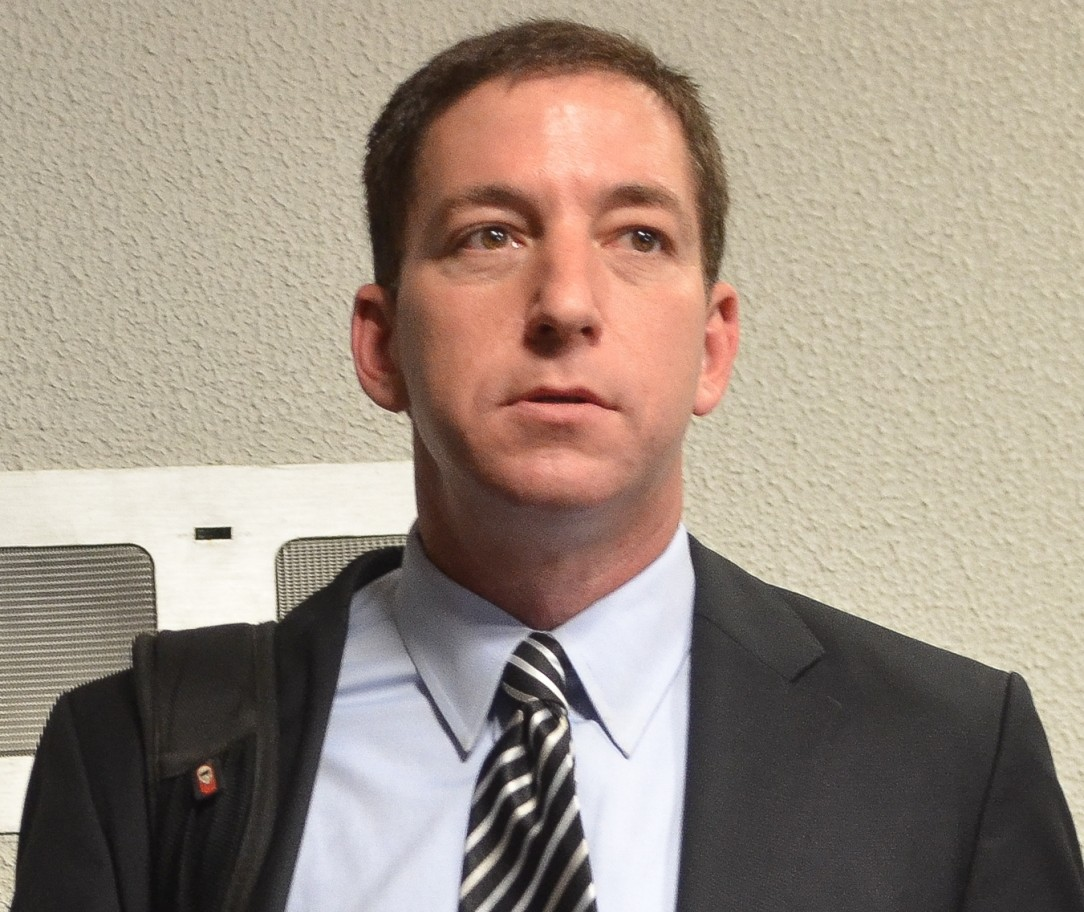
O jornalista Glenn Greenwald.

Em entrevista para a Agência Pública, após as primeiras revelações do The Intercept Brasil sobre as ações do ex-juiz Sergio Moro na Lava Jato, Glenn Greenwald falou que a Rede Globo e a "grande mídia", com exceção do jornal Folha de S.Paulo e jornalistas independentes, trabalharam com a Lava Jato "publicando o que a força-tarefa queria que eles publicassem".
A Globo rebateu as críticas de Greenwald em nota, ao dizer que ele de fato propusera parceria jornalística, por conta do trabalho que havia sido feito sobre as revelações da vigilância global de Edward Snowden.
A emissora afirmou que, apesar de ter oferecido o material, o jornalista não quis disponibilizar informações sobre o conteúdo das revelações e sobre a origem dos dados. Por conta disto, a emissora teria recusado a oferta.
Na sexta, dia 7 de junho, Greenwald enviou mensagem de correio eletrônico afirmando que não recebeu nenhuma resposta da Globo e que devia supor que a emissora não estava interessada em reportar este material. Não houve contatos posteriores entre as partes.

## Reação

### Força-tarefa e MPF

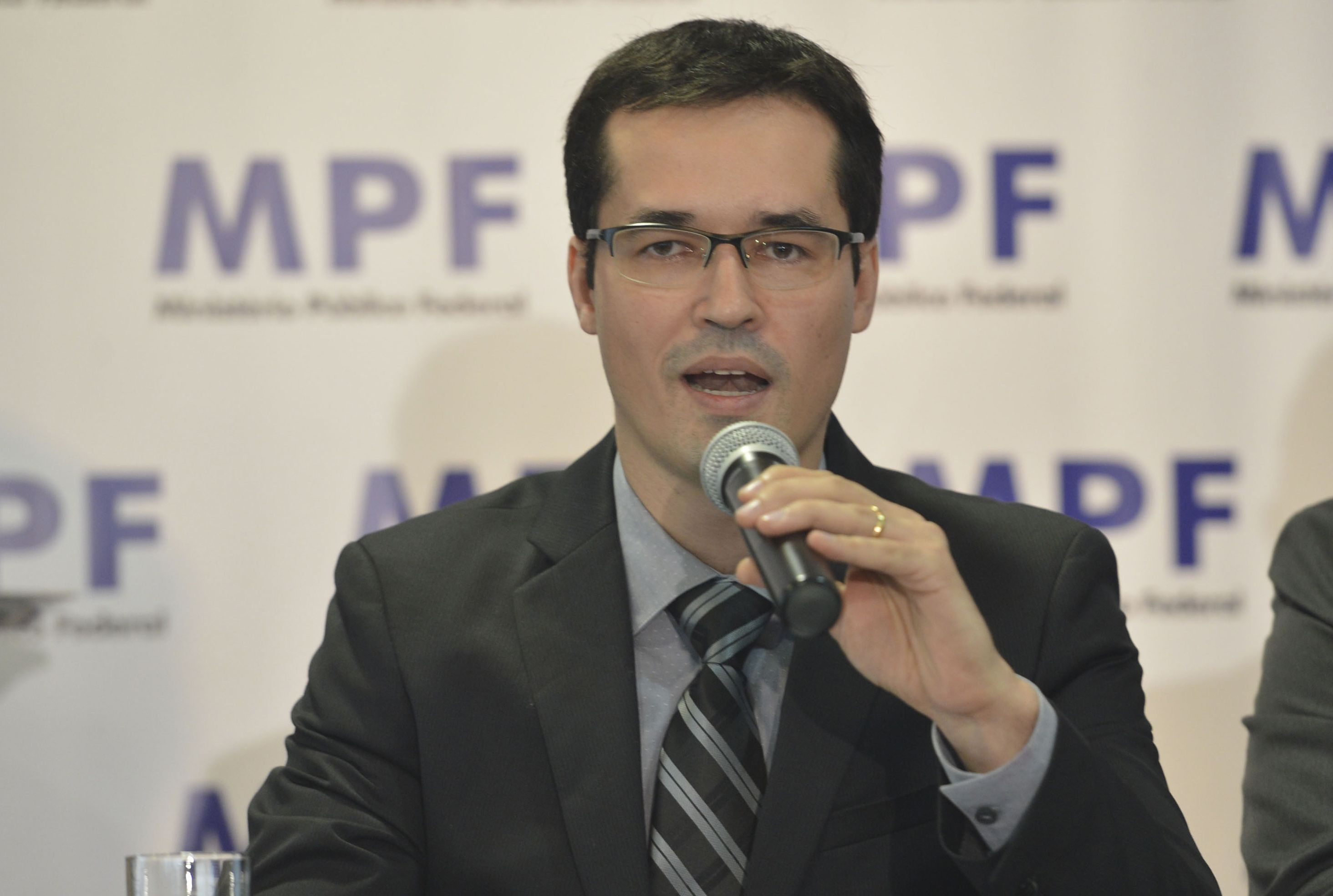
Deltan Dallagnol durante coletiva em 2015.

A Lava Jato foi acusada no passado de operar com motivações políticas, partidárias e ideológicas, e não jurídicas. A força-tarefa, no entanto, nega tais acusações de forma veemente. Em nota, afirmou que a divulgação de conversas de Dallagnol com Moro é fruto de ação de um hacker "que praticou os mais graves ataques à atividade do Ministério Público, à vida privada e à segurança de seus integrantes" e que "há a tranquilidade de que os dados eventualmente obtidos refletem uma atividade desenvolvida com pleno respeito à legalidade e de forma técnica e imparcial, em mais de cinco anos de Operação".
O Ministério Público Federal também confirmou o vazamento de mensagens de procuradores, mas alega que as mensagens não mostram nenhuma ilegalidade.

### Sérgio Moro
Moro não reconheceu a autenticidade das mensagens. Em nota, classificou as conversas como "supostas mensagens", disse que as falas foram "retiradas de contexto" e afirmou que "não se vislumbra qualquer anormalidade ou direcionamento da atuação enquanto magistrado".
Em agosto de 2019, Moro avisou autoridades que elas tiveram seus celulares invadidos e garantiu a João Otávio de Noronha, presidente do Superior Tribunal de Justiça (STJ), que o material vazado seria destruído para não "devassar a intimidade de ninguém". O ministro do STJ confirmou que recebeu a ligação de Moro.
A hipótese de destruição das mensagens gerou reação de ministros do STF. Marco Aurélio Mello disse que órgão administrativo não poderia ordenar destruição de material. Tanto a PF quanto Bolsonaro afirmaram que essa decisão não cabia ao ministro, que essa competência é da Justiça. No dia 1º de agosto, o ministro Fux concedeu uma liminar para que fosse garantida a preservação das mensagens. Posteriormente, Moro disse que foi "apenas um mal-entendido quanto á declaração sobre a possível destinação do material obtido pela invasão criminosa dos aparelhos celulares, considerando a natureza ilícita dele e as previsões legais".
Em abril de 2020, um dia após a saída de Moro do governo, o então presidente Jair Bolsonaro postou em sua rede social uma foto junto com Moro e uma citação que fazia referência a Vaza Jato. Na publicação Bolsonaro insinua que foi leal ao ministro quando alguns partidos políticos e o STF pressionaram Moro por conta dos vazamentos.

### Meio jurídico

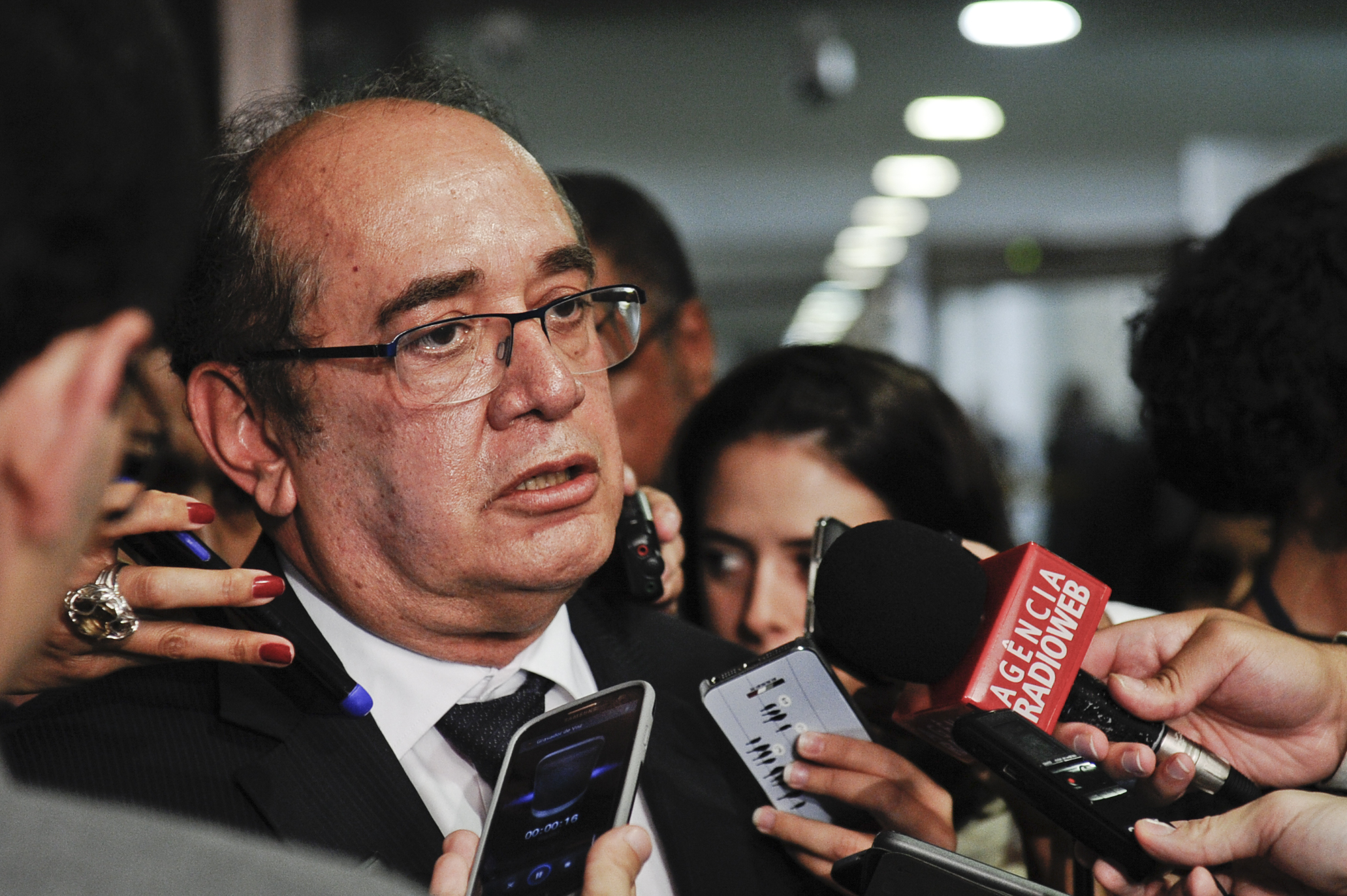
Ministro Gilmar Mendes.

O ex-ministro do Superior Tribunal de Justiça (STJ), Gilson Dipp, classificou as conversas do Ministro como uma "promiscuidade" e "uma esquematização de atuação conjunta", e afirmou que a suposta falta do "requisito da independência e isenção" seria um obstáculo para uma eventual indicação de Moro ao STF. O ministro do STF Gilmar Mendes classificou Moro como "chefe da lava jato" e disse que "…eles anularam a condenação do Lula”. Ele também acredita haver crime na relação do magistrado com os procuradores.
No dia 10 de junho de 2019, o Conselho Federal da Ordem dos Advogados do Brasil (OAB) recomendou o afastamento de Sérgio Moro do seu cargo com base na reportagem do Intercept "para que as investigações corram sem qualquer suspeita".  Moro negou qualquer irregularidade e alegou que as mensagens vazadas foram ilegalmente obtidas. Entretanto, investigações iniciais feitas pela Polícia Federal confirmaram que não houve extração ilegal de informações do celular de Moro, e o aplicativo de mensagens Telegram informou que não há evidências de que o seu sistema foi alvo de ataques de hackers.
A Segunda Turma do STF deve analisar o caso e decidir se Moro agiu ou não com parcialidade ao julgar o ex-presidente Lula. Caso o colegiado acolha o pedido da defesa do petista para considerar Moro suspeito, todas as decisões tomadas por ele em processos contra Lula poderão ser anuladas, inclusive a condenação no caso do tríplex do Guarujá. O Conselho Nacional de Justiça arquivou o pedido do PDT sobre a investigação contra o atual Ministro da Justiça, por ele já estar exonerado como juiz.

### Investigação policial
Em 24 de julho de 2019, noticiou-se que Walter Delgatti Neto, o "Vermelho", confessou à Polícia Federal ser responsável pela invasão do celular do ministro Sérgio Moro e de várias outras autoridades. O hacker preso posteriormente confirmou à Polícia Federal ter dado ao The Intercept Brasil as informações furtadas.
Além de Sergio Moro e de vários procuradores, a atuação do hacker afetou importantes autoridades dos três poderes, incluindo o presidente Jair Bolsonaro, ministros do STF e do STJ, Raquel Dodge, Rodrigo Maia e Davi Alcolumbre. Walter Delgatti, o hacker da Lava Jato, responsável por roubar informações de importantes autoridades dos três poderes, possui também extensa ficha criminal, incluindo tráfico de substâncias, estelionato e falsificação de documentos.

### Ameaças contra Glenn Greenwald

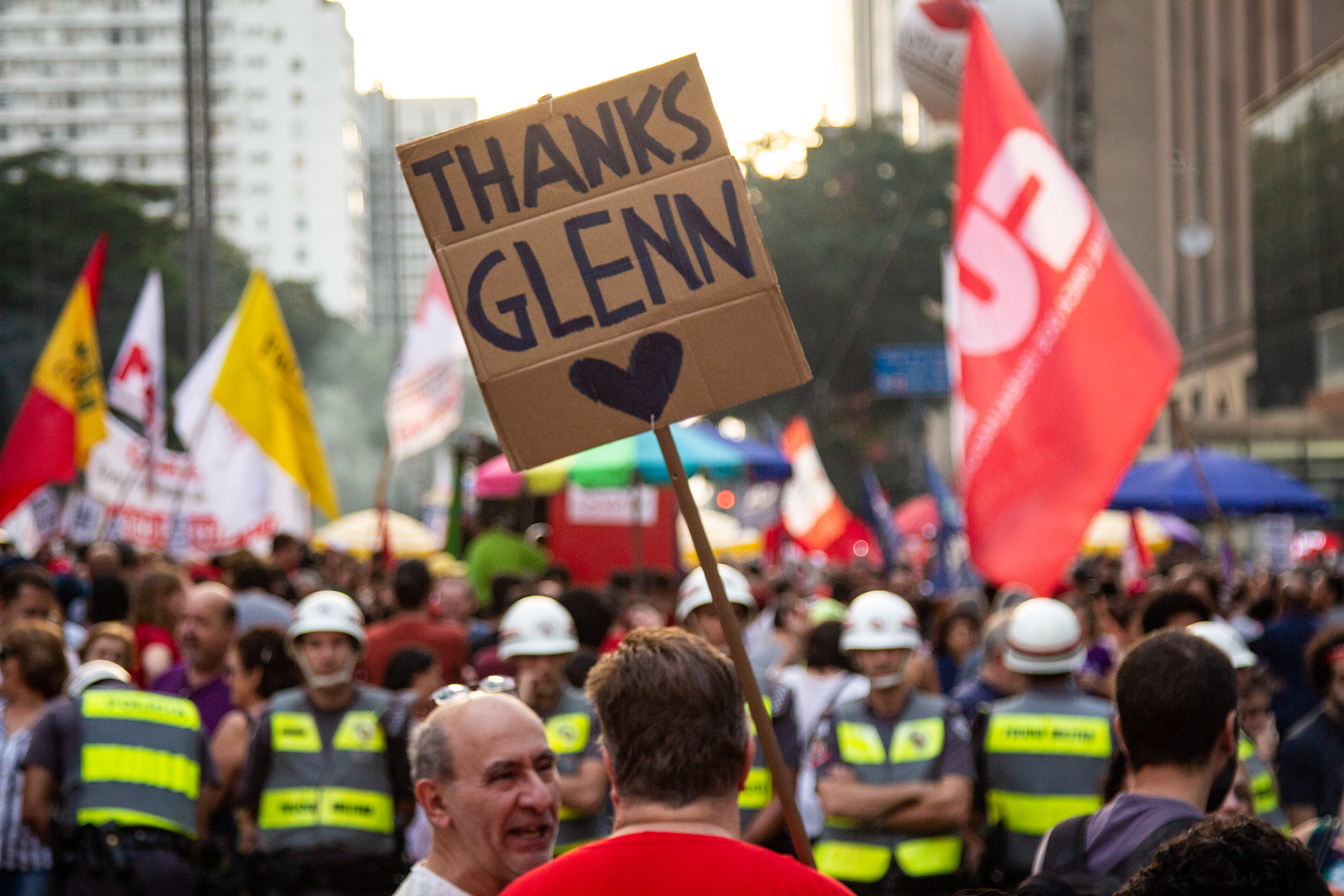
Placa demonstrando apoio ao jornalista Glenn Greenwald durante a greve geral no Brasil em 2019, que ocorreu no dia 14 de junho.

Em decorrência de seu trabalho, Greenwald foi alvo de ameaças do Governo Federal e de seus simpatizantes, incluindo ameaças de morte. No final de julho de 2019, o presidente Jair Bolsonaro afirmou que Greenwald "talvez pegue uma cana aqui no Brasil". Greenwald admitiu que o risco de ser preso, naquele momento, "era grande."
Estes ataques levaram políticos e outras personalidades a defenderem o direito constitucional à liberdade de imprensa, bem como o direito de Greenwald de exercer sua profissão no país. O presidente da Câmara, Rodrigo Maia, divulgou um vídeo em defesa do jornalista e de tais direitos. No início de agosto de 2019, o ministro Gilmar Mendes, do Supremo Tribunal Federal, determinou, liminarmente, em uma ADPF ajuizada pela Rede Sustentabilidade, "que as autoridades públicas e seus órgãos de apuração administrativa ou criminal abstenham-se de praticar atos que visem à responsabilização do jornalista Glenn Greenwald pela recepção, obtenção ou transmissão de informações publicadas em veículos de mídia, ante a proteção do sigilo constitucional da fonte jornalística".
No dia 21 de janeiro de 2020, o Ministério Público Federal apresentou uma denuncia contra Glenn Greenwald e outros seis por invasão de telefones. Em resposta, The Intercept disse que "Denúncia contra Glenn Greenwald mostra mais uma vez MPF agindo como polícia política para proteger Sérgio Moro". Ação foi críticada por advogados e ironizada por Bolsonaro.

### Comissão parlamentar de inquérito
Em setembro de 2019, deputados da oposição, aliados a nomes de direita e centro-direita, obtiveram 175 assinaturas, mais do que as 171 necessárias, para levar adiante uma comissão parlamentar de inquérito (CPI) sobre a Vaza Jato. O grupo pressiona o presidente da Câmara dos Deputados, Rodrigo Maia (DEM), de quem depende o trâmite, a instalá-la. De acordo com o requerimento de criação da CPI, o objetivo é investigar "a violação dos princípios constitucionais e do Estado Democrático de Direito, em razão da suposta articulação entre os Membros da Procuradoria da República no Paraná e o então Juiz Sergio Moro da 13ª Vara Federal de Curitiba, tornadas públicas pelo site The Intercept no mês de junho do corrente ano". O texto do requerimento da CPI também propõe investigar um conluio entre procuradores da Lava Jato e o ex-juiz Sergio Moro, bem como "supostas ações de irregularidade e de conduta extraprocessual".

## Prêmios
Prêmio Vladimir Herzog
| Prêmio Vladimir Herzog de Texto | Prêmio Vladimir Herzog de Texto       | Prêmio Vladimir Herzog de Texto | Prêmio Vladimir Herzog de Texto |
| Ano                             | Obra                                  | Autor | Resultado                       |
| ------------------------------- | ------------------------------------- | --- | ------------------------------- |
| 2020                            | "FBI e a Lava-Jato (série Vaza Jato)" | Natalia Viana, Mariam Saleh, Andrew Fishman, Alice Maciel, Rafael Neves, Marina Amaral, Bruno Fonseca e Larissa Fernandes (Agência Pública, em parceria com The Intercept Brasil) | Venceu                          |